# Lista chorążych reprezentacji Wielkiej Brytanii na igrzyskach olimpijskich
Lista chorążych reprezentacji Wielkiej Brytanii na igrzyskach olimpijskich – lista zawodników i zawodniczek reprezentacji Wielkiej Brytanii, którzy podczas ceremonii otwarcia nowożytnych igrzysk olimpijskich nieśli flagę brytyjską.

## Chronologiczna lista chorążych
| Lp. | Rok i miejsce           | Chorąży                 | Dyscyplina                  |
| --- | ----------------------- | ----------------------- | --------------------------- |
| 1   | 1896, Ateny             | b.d.                    |                             |
| 2   | 1900, Paryż             | b.d.                    |                             |
| 3   | 1904, Saint Louis       | b.d.                    |                             |
| 4   | 1908, Londyn            | Kynaston Studd          |                             |
| 5   | 1912, Sztokholm         | Charles Smith           | Piłka wodna                 |
| 6   | 1920, Antwerpia         | Philip Baker            | Lekkoatletyka               |
| 7   | 1924, Charnonix         | Archibald Crabbe        | Bobsleje                    |
| 8   | 1924, Paryż             | Arthur Hunt             | Piłka wodna                 |
| 9   | 1928, Sankt Moritz      | b.d.                    |                             |
| 10  | 1928, Amsterdam         | Malcolm Nokes           | Lekkoatletyka               |
| 11  | 1932, Lake Placid       | Mollie Phillips         | Łyżwiarstwo figurowe        |
| 12  | 1932, Los Angeles       | David Burghley          | Lekkoatletyka               |
| 13  | 1936, Innsbruck         | Freddie McEvoy          | Bobsleje                    |
| 14  | 1936, Berlin            | Jack Beresford          | Wioślarstwo                 |
| 15  | 1948, Sankt Moritz      | Graham Sharp            | Łyżwiarstwo figurowe        |
| 16  | 1948, Londyn            | Emrys Lloyd             | Szermierka                  |
| 17  | 1952, Oslo              | John Nicks              | Łyżwiarstwo figurowe        |
| 18  | 1952, Helsinki          | Harold Whitlock         | Lekkoatletyka               |
| 19  | 1956, Cortina d’Ampezzo | Stuart Parkinson        | Bobsleje                    |
| 20  | 1956, Melbourne         | George MacKenzie        | Zapasy                      |
| 21  | 1960, Squaw Valley      | John Moore              | Biegi narciarskie, Biathlon |
| 22  | 1960, Rzym              | Richard McTaggart       | Boks                        |
| 23  | 1964, Innsbruck         | Keith Schellenberg      | Bobsleje, Saneczkarstwo     |
| 24  | 1964, Tokio             | Anita Lonsbrough        | pływanie                    |
| 25  | 1968, Grenoble          | Robin Dixon             | Bobsleje                    |
| 26  | 1968, Meksyk            | Lynn Davies             | Lekkoatletyka               |
| 27  | 1972, Sapporo           | Mike Freeman            | Bobsleje                    |
| 28  | 1972, Monachium         | David Broome            | Jeździectwo                 |
| 29  | 1976, Innsbruck         | John Curry              | Łyżwiarstwo figurowe        |
| 30  | 1976, Montreal          | Rodney Pattisson        | Żeglarstwo                  |
| 31  | 1980, Lake Placid       | Jeremy Palmer-Tomkinson | Saneczkarstwo               |
| 32  | 1980, Moskwa            | Richard Palmer          |                             |
| 33  | 1984, Sarajewo          | Christopher Dean        | Łyżwiarstwo figurowe        |
| 34  | 1984, Los Angeles       | Lucinda Green           | Jeździectwo                 |
| 35  | 1988, Calgary           | Nick Phipps             | Bobsleje                    |
| 36  | 1988, Seul              | Ian Taylor              | Hokej na trawie             |
| 37  | 1992, Albertville       | Wilf O’Reilly           | Short track                 |
| 38  | 1992, Barcelona         | Steve Redgrave          | Wioślarstwo                 |
| 39  | 1994, Lillehammer       | Mike Dixon              | Biathlon                    |
| 40  | 1996, Atlanta           | Steve Redgrave          | Wioślarstwo                 |
| 41  | 1998, Nagano            | Mike Dixon              | Biathlon                    |
| 42  | 2000, Sydney            | Matthew Pinsent         | Wioślarstwo                 |
| 43  | 2002, Salt Lake City    | Mike Dixon              | Biathlon                    |
| 44  | 2004, Ateny             | Kate Howey              | Judo                        |
| 45  | 2006, Turyn             | Rhona Martin            | Curling                     |
| 46  | 2008, Pekin             | Mark Foster             | pływanie                    |
| 47  | 2010, Vancouver         | Shelley Rudman          | Skeleton                    |
| 48  | 2012, Londyn            | Chris Hoy               | Kolarstwo                   |
| 49  | 2014, Soczi             | Jon Eley                | Short track                 |
| 50  | 2016, Rio de Janeiro    | Andy Murray             | Tenis                       |
| 51  | 2018, Pjongczang        | Elizabeth Yarnold       | Skeleton                    |
| 52  | 2020, Tokio             | Hannah Mills            | Żeglarstwo                  |
| 52  | 2020, Tokio             | Mohamed Sbihi           | Wioślarstwo                 |
| 53  | 2022, Pekin             | Eve Muirhead            | Curling                     |
| 53  | 2022, Pekin             | Dave Ryding             | Narciarstwo alpejskie       |